# Мавзолей Мазлумхан сулу

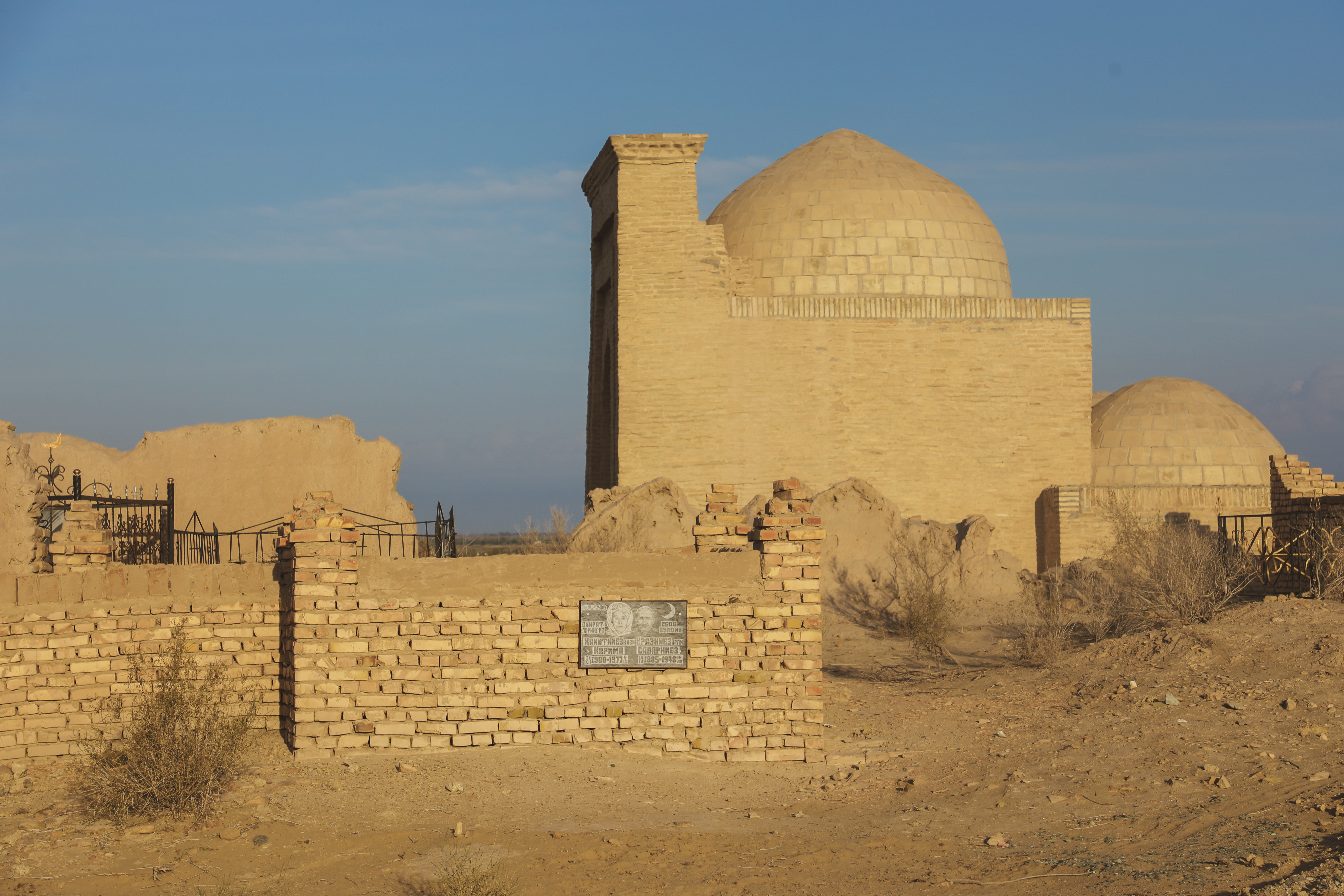

Мавзолей Мазлумхан-сулу (XII—XIV вв.) — значимая достопримечательность Каракалпакстана расположенная в 4 км к юго-западу от города Ходжейли, наполовину погружённая в землю. Основная часть постройки находится под землёй, к которому ведут несколько лестниц, а над поверхностью возвышаются только купол и портал.
Главный зал имеет несколько ниш и арку, украшенную оформленную изящным красивым узором. Арка ведёт в малый зал. Купол здания имеет форму восьмигранника и покрыт небесного цвета краской. Ориентировочно здание было возведено в XII веке.
Глядя на сооружение, можно подумать, что изначально оно полностью находилось на поверхности, а затем сильно просело, но на самом деле мавзолей изначально задумывался именно так. С этим связана одна печальная легенда.
Еще в начале 1930-х гг. русский востоковед Некрасов[уточнить] застал цельное надгробное сооружение, покрытое майоликой, с эпиграфическими надписями на персидском языке, где сохранялся обрывок стиха: «О, близкий… Мной гордись! Не думай, что я несчастна в келье праха. Знай, что я — приближенная святилища, и считай, что я одна из затворниц рая. Райская прислужница …»
С мавзолеем Назлумхан-сулу связывают красивую легенду о дочери местного правителя, Назлум, которую отец решил выдать замуж за того, кто сотворит нечто необычное, удивит мир. Возлюбленный его дочери возвел здание в земле, оставив на поверхности купол. Тогда правитель спросил его, сможет ли он в знак доказательства своей любви броситься вниз с недостроенного купола. Юноша бросается и…
Две могилы в мавзолее приписывают красавице Назлум и ее возлюбленному..